# Steffen Karl
Steffen Karl (ur. 3 lutego 1970 w Hohenmölsen) – niemiecki piłkarz występujący na pozycji obrońcy.

## Kariera klubowa
Karl jako junior grał w klubach Medizin Halle-Nietleben, Empor Halle oraz HFC Chemie, do którego trafił w 1982 roku. W 1987 roku został włączony do jego pierwszej drużyny. Potem był graczem BSG Stahl Hettstedt, a w 1990 roku trafił do pierwszoligowej Borussii Dortmund. W Bundeslidze zadebiutował 30 marca 1990 w wygranym 2:0 meczu z Waldhof Mannheim. 13 grudnia 1991 w wygranym 4:1 spotkaniu z Hansą Rostock strzelił pierwszego gola w trakcie gry w Bundeslidze. W 1992 roku Karl wywalczył z Borussią wicemistrzostwo Niemiec. W 1993 roku dotarł z nią do finału Pucharu UEFA, gdzie Borussia przegrała jednak z Juventusem. Od stycznia 1994 do czerwca 1994 przebywał na wypożyczeniu w angielskim Manchesterze City.
W 1994 roku odszedł do szwajcarskiego FC Sion. W 1995 roku zdobył z nim Puchar Szwajcarii. W tym samym roku powrócił do Niemiec, gdzie został graczem drugoligowej Herthy Berlin. W 1997 roku awansował z nią do Bundesligi. W 1998 roku trafił do drugoligowego FC St. Pauli, gdzie spędził dwa kolejne sezony. W 2000 roku został graczem norweskiej Vålerenga Fotball, grającej w pierwszej lidze norweskiej. W sezonie 2000 spadł z nią do drugiej ligi. Potem był zawodnikiem Lokomotiwu Sofia, Chemnitzer FC oraz VfB Fortuna Chemnitz, gdzie w 2008 roku zakończył karierę.

## Kariera reprezentacyjna
Karl rozegrał jedno spotkanie w reprezentacji Niemiec U-21. Raz zagrał także w niemieckiej reprezentacji olimpijskiej.